# Heterometopia brunnea
Heterometopia brunnea är en skalbaggsart som först beskrevs av Aurivillius 1927.  Heterometopia brunnea ingår i släktet Heterometopia och familjen långhorningar. Inga underarter finns listade i Catalogue of Life.